# Tobruk (1967)
Tobruk, auch bekannt als Die Kanonen von Tobruk, ist ein US-amerikanischer Kriegsfilm des Regisseurs Arthur Hiller aus dem Jahr 1966. Die deutsche Erstaufführung fand am 10. März 1967 statt.

## Handlung
Im September 1942 stehen die deutschen Truppen unter Feldmarschall Rommel nur noch etwas mehr als 100 Kilometer vor dem Suezkanal. Der Stab der britischen 8. Armee billigt den Plan, die Treibstoffbunker in Tobruk zu zerstören. Der Initiator des Plans, Major Craig, ist von deutschfreundlichen Truppen der französischen Vichy-Regierung festgenommen worden und im Hafen von Algier interniert. Major Craig ist ein kanadischer Wüstenspezialist, zu seinen Spezialgebieten gehören die Wüstentopographie und die Erkundung, speziell die Sahara. Er ist daher ein sehr wichtiges Kettenglied zur erfolgreichen Durchführung des Plans. Craig wird von einem Kommando unter Captain Bergman befreit und nach Kufra gebracht. Colonel Harker teilt mit, dass zur Durchführung des Plans acht Tage Zeit bleiben, um von Kufra nach Tobruk zu gelangen und die Depots zu zerstören. Die beteiligten Soldaten, jüdische Emigranten, sollen als Kriegsgefangene von verkleideten Spezialkräften nach Tobruk gebracht werden.
Auf dem Weg nach Tobruk stößt die Truppe auf britische Flugzeuge, die den „deutschen“ Konvoi angreifen, auf deutsche und italienische Truppen und auf Tuareg. Eine Gruppe Tuareg hat zwei britische Gefangene, einen Vater mit seiner Tochter, und ist auf dem Weg nach Kairo. Sie haben Papiere bei sich, die ein Abkommen zwischen dem Deutschen Reich und ägyptischen Offizieren enthalten, das Ägypten in einen Krieg gegen England führen soll. Zudem gibt es einen Verräter unter ihnen, der alles daran setzt, dieses Abkommen in Kraft treten zu lassen. Doch der Zerstörungsplan kann durchgeführt und die Verschwörung der ägyptischen Offiziere aufgedeckt werden.

## Hintergrund
Zunächst sollte Laurence Harvey Major Craig spielen, doch wurde er von Rock Hudson ersetzt. Ursprünglich wurde die Rolle des Colonel Harker Dirk Bogarde angeboten, die wiederum Nigel Green letztlich erhielt. Drehbuchautor Leo Gordon spielte als Sergeant Krug ebenfalls eine kleine Rolle. Die Oscar-prämierten Henry Bumstead und Alexander Golitzen waren die Szenenbildner des Films.
Gedreht wurde in Spanien, Kalifornien und Arizona. Dabei gab die 40. Armored Division der kalifornischen Nationalgarde technische Unterstützung. Amerikanische M3-Halbkettenfahrzeuge wurden zur Darstellung von Sd.Kfz. 7 verwendet. Als deutsche LKW kamen M135 und M54 aus den 1950er Jahren zum Einsatz. Auch die Panzer sind amerikanische Modelle der Nachkriegszeit.
Die reale Inspiration zum Film war die amphibische Operation „Agreement“ vom 13.-14.9.1942, die mit einer schweren Niederlage der Alliierten endete.
Teile des Filmmaterials wurden 1971 auch im Film Im Morgengrauen brach die Hölle los (Originaltitel: Raid on Rommel) von Henry Hathaway genutzt.
Tobruk ist nicht zu verwechseln mit dem Film Taxi nach Tobruk, der eine ähnliche Handlung aufweist.

## Kritiken
Für den film-dienst war Tobruk „[e]in unglaubwürdiges Kriegsabenteuer mit grotesker Verzeichnung der Deutschen, das Elemente des Agentenfilms mit einigen oberflächlichen politischen Anmerkungen verbindet“. Der Evangelische Filmbeobachter meinte, dass der Film den Zuschauern „zwiespältige Gefühle“ beschere, denn „dieser gut gemeinte, perfekte Hollywood-Film im Stil eines großartigen Reißers kann zur Aufhellung des Phänomens Krieg nichts beitragen“. Daher lautete das Fazit: „Mit besagter – nicht unwesentlichen – Einschränkung: ab 18.“

## Auszeichnungen
Bei der Oscarverleihung 1968 war der Film in der Kategorie Beste visuelle Effekte (Howard A. Anderson und Albert Whitlock) für den Oscar nominiert.

## Synchronisation
Die deutsche Synchronfassung entstand 1967 bei der Berliner Synchron GmbH unter der Synchronregie und nach dem Dialogbuch von Klaus von Wahl.
| Rolle                  | Darsteller         | Synchronsprecher      |
| ---------------------- | ------------------ | --------------------- |
| Major Craig            | Rock Hudson        | Gert Günther Hoffmann |
| Captain Bergman        | George Peppard     | Michael Cramer        |
| Colonel Harker         | Nigel Green        | Heinz Engelmann       |
| Lt. Mohnfeld           | Guy Stockwell      | Lothar Blumhagen      |
| Sergeant Tyne          | Jack Watson        | Edgar Ott             |
| Henry Portman          | Liam Redmond       | Konrad Wagner         |
| Sergeant Krug          | Leo Gordon         | Reinhard Kolldehoff   |
| italienischer Offizier | Lawrence Montaigne | Joachim Cadenbach     |